# Anne of the Thousand Days
Anne of the Thousand Days is een Britse dramafilm uit 1969 onder regie van Charles Jarrott. De film is gebaseerd op het gelijknamige toneelstuk uit 1948 van de Amerikaanse auteur Maxwell Anderson. De film werd destijds uitgebracht onder de titel Koningin voor duizend dagen.

## Verhaal
Koning Hendrik VIII wil een mannelijke troonopvolger. Koningin Catharina van Aragon kan hem die niet schenken. Hij scheidt daarom van zijn vrouw en trouwt met de beeldschone edelvrouwe Anna Boleyn. Ook dat huwelijk loopt niet goed af.

## Rolverdeling
| Acteur           | Personage            |
| ---------------- | -------------------- |
| Richard Burton   | Hendrik VIII         |
| Geneviève Bujold | Anna Boleyn          |
| Irene Papas      | Catharina van Aragon |
| Anthony Quayle   | Thomas Wolsey        |
| John Colicos     | Thomas Cromwell      |
| Michael Hordern  | Thomas Boleyn        |
| Katharine Blake  | Elizabeth Boleyn     |
| Peter Jeffrey    | Thomas Howard        |
| Joseph O'Conor   | John Fisher          |
| William Squire   | Thomas More          |
| Valerie Gearon   | Maria Boleyn         |
| Nicola Pagett    | Maria Tudor          |